# Arezzo Wave
Arezzo Wave (ufficialmente Arezzo Wave Love Festival e noto per molti anni come Italia Wave) è un festival italiano incentrato principalmente sulla musica rock, che si tiene ad Arezzo annualmente a luglio dal 1987.
Nato come trampolino di lancio di giovani gruppi rock italiani, è arrivato a durare fino a 6 giorni, aumentando il numero di palchi nella città, e ha ospitato un numero sempre crescente di attività culturali extramusicali. Per diversi anni interamente a ingresso gratuito, solo nell'edizione 2006 l'ingresso al palco principale è stato subordinato al pagamento di un biglietto. Dal 2007 e fino al 2011 il festival ha cambiato nome in Italia Wave, diventando itinerante in varie città italiane. Nel 2012 è tornato ad Arezzo e ha ripreso il nome originale.

## Storia
Il primo evento, nato da un'idea del fondatore Mauro Valenti, si è svolto al Palasport "Le Caselle" di Arezzo, associato al meeting nazionale delle fanzine.
La prima edizione ufficiale di Arezzo Wave, dal titolo Provincia insonne, è datata 1987 e si è svolta in 4 serate ospitando 16 gruppi emergenti senza alcun contratto discografico provenienti da tutta Italia. Dal 1989 i concerti si sono svolti nella Fortezza Medicea di Arezzo. Negli anni seguenti il festival, tenendo sempre fede alla sua vocazione "di lancio", ha cominciato a chiamare gruppi emergenti già famosi sulla scena europea. Nel 1991 sono arrivati i Mano Negra e i Leningrad Cowboys, e vengono "scoperti" gli Afterhours e gli Almamegretta. Pablo Echaurren disegna i manifesti del festival, che cresce anche grazie al finanziamento di varie istituzioni, tra cui il ministro della Cultura francese Jack Lang.
Negli anni successivi hanno suonato nuovi gruppi italiani: Mau Mau, Agricantus, Frankie hi-nrg mc, Ritmo tribale, Mumble Rumble. Il palco si sposta due volte, il numero dei partecipanti cresce, finché il festival viene definitivamente ospitato dallo stadio comunale. Durante i pomeriggi il festival ospita band emergenti italiane sullo "Psycho Stage", vicino al centro della città, e diversifica le serate tra musica etnica, techno, hard rock.
Dal 11 al 16 luglio del 2006 si è svolta la XX edizione, offrendo oltre al palco principale, allo stadio, al palco pomeridiano (lo Psycho Stage) e uno mattutino (il Wake up Stage), un palco orientato verso la letteratura all'Anfiteatro di Arezzo (Word Stage), delle gare di cabaret, incontri su cinema e fumetti, teatro, concerti di musica classica nelle piazze centrali della città. L'edizione 2006 si chiude con l'esibizione di Gianna Nannini. Questa edizione chiude un ciclo di 20 anni di festival in territorio aretino; dal 2007 infatti il festival si sposta verso altre città della Toscana, cambiando nome in Italia Wave, per poi riprendere il nome originario nel 2012.
Il festival 2007 si è svolto a Sesto Fiorentino, nell'area di Osmannoro Sud, nei giorni che vanno dal 17 al 22 luglio. L'anteprima del festival si è svolta martedì 17 luglio nel Teatro Verdi a Firenze. Nonostante la buona affluenza di pubblico, ha accusato un pesante deficit economico anche a causa degli elevati costi per la realizzazione delle infrastrutture.
L'edizione del 2008 sì è svolta nelle giornate di 16,17,18 e 19 luglio in varie località di Livorno, allo Stadio Comunale "Armando Picchi" (col Main Stage), alla rotonda d'Ardenza (con lo Psycho Stage e Wake up Stage) e alla Fortezza Vecchia (con l'Elettro Wave). Inoltre sono state svolte iniziative come: "Cultwave", "Surf & Sport" e "La Bateau Ivre". Il concerto dei The Chemical Brothers ha totalizzato 15.000 spettatori, il festival ha ospitato complessivamente più di 60.000 persone. Il concerto dei The Verve è stato annullato a causa della malattia del cantante.
Il festival del 2009 si è svolto a Livorno dal 16 al 19 luglio. Tra le novità, entrata gratuita il primo giorno, oltre 130 eventi in 9 palchi per 4 aree di spettacolo. Per contrastare la contraffazione, inoltre, sono stati usati biglietti con vidimazione elettronica. Il primo giorno si sono svolti una serie di eventi gratuiti dal mattino (alla Rotonda d'Ardenza), fino al Main Stage serale presso lo Stadio Comunale "Armando Picchi", nel quale, dalle 19.00, alcuni artisti italiani hanno ricordato il Festival di Woodstock.
L'edizione 2010 si è svolta a Livorno tra il 21 e il 25 luglio.
L'edizione 2011 di Italia Wave si è svolta allo Stadio Via del mare di Lecce dal 14 al 17 luglio.
L'edizione 2012 si è svolta ad Arezzo dal 12 al 15 luglio.
Nel 2016 si è svolta in tre giorni, tra il primo ed il tre luglio, nello stadio di San Giustino Valdarno in provincia di Arezzo.

## Partecipanti

### 2007
Scissor Sisters, Mika, The Good the Bad and the Queen, Kaiser Chiefs, !!!, Mando Diao, Nitin Sawhney, Tinariwen, Chico Cesar, Clap Your Hands Say Yeah, CSS, Gocoo, Jimi Tenor, Carmen Consoli, Vinicio Capossela, Avion Travel, Orchestra di Piazza Vittorio, Casino Royale, Pass the Mic, Bob Geldof, Associazione Axè, Baltta & Inesha, Âme, Cassius, Alex Gopher, King Britt

### 2008
Sud Sound System & Bag a Riddim Band, John De Leo, Tricarico, Elio e le Storie Tese, Linea 77, The Wombats, Il Pan del Diavolo, Saba Anglana, Freshlyground (Sudafrica), Sergent Garcia (Francia), Gnarls Barkley (Togo/USA), Vanessa da Mata (Brasile), Konono Nº1 (Congo), Pivot (Australia), The Chemical Brothers, Vanilla Sky, Bugo, Ex-Otago, The Raveonettes, Stereo Total, Ralf, Radici nel cemento, Paolo Benvegnù

### 2009
Giovedì 16 luglio - per Woodstock Wave in collaborazione con Action Aid 
- Venus In Furs (Toscana), The Niro, Marina Rei + special guest Paolo Benvegnù, Bugo + special guest Beatrice Antolini, Giuliano Palma and the Bluebeaters, Beautiful (Howie B, Cristiano Godano, Gianni Maroccolo, Riccardo Tesio e Luca Bergia), Caparezza, Afterhours

Venerdì 17 luglio
- The River, Hogni, Hal Flavin, Marta sui Tubi, Pure Reason Revolution, Placebo

Sabato 18 luglio
- Management del dolore post-operatorio, Auslander, My Toys Like Me, Offlaga Disco Pax, Marco Passarani dj set, Kraftwerk, Aphex Twin, Ralf

Domenica 19 luglio
- Wora Wora Washington, Zion TPL, Kumar, Bandabardò, Ska-P

### 2010
21 luglio
- I-Voice, La Kinky Beat, Amazigh, Hindi Zahra, Daniele Silvestri con l'Orchestra di Piazza Vittorio

22 luglio
- Brunori Sas, OK Go, Editors, Groove Armada.

23 luglio
- A Toys Orchestra, Urban Swing Sound System, Noora Noor, Faithless

24 luglio
- Christine Plays Viola, Moja, Lucy Love, Jamaica, Jimi Teinor con Kabu Kabu, Underworld, Ilario Alicante DJ-set

25 luglio
- Hanggai, Après La Classe, Julian Marley, Ojos de Brujo

### 2011
14 luglio
- Emel Mathlouthi, Oudaden, Zina, Sud Sound System, Jimmy Cliff

15 luglio
- Bud Spencer Blues Explosion, The Joy Formidable, Kaiser Chiefs, Paolo Nutini.

16 luglio
- The Serge Gainsbourg Experience, Vivendo do Ócio, Verdena, Lou Reed & Band “Sweet tooth” .

17 luglio
- Paolo Benvegnù, Marta sui Tubi, Musica Nuda con Fausto Mesolella, Cristina Donà, Modena City Ramblers, Mau Mau, Daniele Silvestri

### 2012
12 luglio
- Caparezza, Mala Vita, Fuel Fandango, Il Teatro degli Orrori.

13 luglio
- Nina Zilli, Malika Ayane, DeWolff, Erica Mou.

14 luglio
- Crookers, Batida, Yann Tiersen, Magnifico.

15 luglio
- Bandabardò, Radiodervish, Vadoinmessico, Caravan Palace, 'A67

### Altre edizioni
David Byrne, Tricky, Nick Cave, Sonic Youth, Moby, The Dandy Warhols, Ben Harper, Ska-p, Boo!, Cypress Hill, Guano Apes, Skin, Black Rebel Motorcycle Club, Max Gazzè, Jovanotti, CCCP, CSI, PGR, The Gang, 99 Posse, Tiromancino, Meganoidi, Shandon, Tre Allegri Ragazzi Morti, The Zen Circus, Punkreas, Gianna Nannini, Africa Unite, Extrema, Negrita, Negramaro, Piero Pelù, Estra, Marlene Kuntz, Morgan, Bluvertigo, One Dimensional Man, Eterea Post Bong Band, Fabri Fibra, Samuele Bersani, Subsonica, Elisa.

## Premio miglior artista emergente
- 2024 – Violet
- 2023 – Atwood
- 2022 – Il Barone Lamberto
- 2021 – Anna Bassy
- 2020 – Le Cose Importanti
- 2019 – The Hunting Dogs
- 2018 – Walter Celi
- 2017 – Black Snake Moan
- 2016 – Sonars
- 2015 – DagoMago
- 2014 – Mery Fiore
- 2013 – Etruschi from Lakota
- 2012 – C+C=Maxigross
- 2011 – Honeybird & the Birdies
- 2010 – Fast Animals and Slow Kids
- 2009 – White Sunset
- 2008 – Heike as The Giggles
- 2007 – Trabant
- 2006 – Baby Blue
- 2005 – Fumisterie
- 2004 – Krikka Reggae
- 2003 – Frost
- 2002 – Appaloosa
- 2001 – Amari[8]
- 2000 – Oz
- 1999 – Quarta Parete
- 1998 – GTO
- 1997 – Teclo
- 1996 – Dia Libre
- 1995 – Amarcord
- 1994 – Marmaja
- 1992 – Mumble Rumble